# Флавий Евсевий (консул 359 года)
Флавий Евсевий (лат. Flavius Eusebius) — государственный деятель Римской империи середины IV века, консул 359 года.

## Биография
Он был братом Флавия Гипатия и Евсевии, жены императора Констанция II. Отцом их, вероятно, был Флавий Евсевий, консул 347 года. Семья происходила из Фессалоник. Продвижению Евсевия, очевидно, способствовала его сестра.
В 355 году Евсевий был назначен правителем Геллеспонта. После он отправился в Антиохию, где в 355/356 году получил назначение в Вифинию. В 359 году Евсевий со своим братом Гипатием был удостоен консульского сана. Это было высшим моментом в его карьере, так как покровительствовавшая ему сестра вскоре умерла, так и не родив наследника Констанцию II. После отправления консульства Евсевий вернулся в Антиохию.
У него возникли серьёзные неприятности во время правления Валента, в 371 году. Фаворит императора Гелиодор составил донос на обоих братьев — Евсевия и Гипатия. Аммиан Марцеллин так описывает эти события:

«он [Гелиодор] донес на братьев Евсевия и Гипатия, блистательно отправлявших вместе консульский сан, родственников императора Констанция по первому его браку, будто они стремятся к верховной власти, строят планы относительно её достижения и предприняли некоторые действия в этом направлении; …прибавлял, будто у Евсевия имеется даже наготове императорское облачение. С жадностью ухватился за это свирепый и жестокий государь… Он приказал привести всех, на кого указывал с полной свободой обвинитель, освобожденный от действия законов, и распорядился начать следствие. Долго пытались выяснить истину заключением и узами. Тот негодяй [Гелиодор] стоял на своем в своих коварных хитросплетениях; но и тяжелые пытки не могли вынудить признания, и было совершенно ясно, что эти люди далеки от подобного рода преступлений. И однако клеветник пользовался по-прежнему почтением, а те люди были наказаны штрафом и изгнанием. Вскоре, впрочем, они были возвращены с возмещением штрафа и сохранением прежних санов и почетных отличий».

Вскоре после этого Гелиодор умер, и безутешный император организовал его похороны. При этом он приказал многим знатным людям участвовать в погребальной процессии, идя впереди гроба. В их числе был и Евсевий со своим братом, которые, таким образом, подверглись унижению.